# Gaúcha do Norte
Gaúcha do Norte är en kommun i Brasilien.   Den ligger i delstaten Mato Grosso, i den centrala delen av landet, 700 km nordväst om huvudstaden Brasília. Antalet invånare är 6 287.
I omgivningarna runt Gaúcha do Norte växer i huvudsak städsegrön lövskog. Trakten runt Gaúcha do Norte är nära nog obefolkad, med mindre än två invånare per kvadratkilometer.